# (6488) Drebach
(6488) Drebach est un astéroïde de la ceinture principale.

## Description
(6488) Drebach est un astéroïde de la ceinture principale. Il fut découvert le 10 avril 1991 à Tautenburg par Freimut Börngen. Il présente une orbite caractérisée par un demi-grand axe de 2,49 UA, une excentricité de 0,09 et une inclinaison de 11,8° par rapport à l'écliptique.

## Compléments